# مقاطعة هالي (تكساس)
مقاطعة هالي هي مقاطعة في تكساس، بلغ عدد سكانها 36٬273  نسمة، في 2010، عاصمتها بلينفيو، تكساس، تبلغ مساحتها 2٬602 كيلومتر مربع.

## الموقع
تشترك في الحدود مع:
- مقاطعة فلويد، تكساس
- مقاطعة لوبوك، تكساس
- مقاطعة سويشر، تكساس
- مقاطعة لام، تكساس
- مقاطعة كاسترو، تكساس.

## التقسيمات الإدارية
- بلينفيو، تكساس.